# Trophée Marcel-Claret
Le Trophée Marcel-Claret récompense l'équipe ayant montré le meilleur esprit sportif au cours de la saison régulière de la Ligue Magnus (championnat de France de hockey-sur-glace). Il a été décerné pour la première fois à l'issue de la saison 1980-81. L'équipe ayant accumulé le moins de pénalités lors de la saison régulière remporte ce trophée.
Amiens est l'équipe la plus récompensée par ce trophée en l'ayant obtenu 9 fois.
‌

## Palmarès
- 1980-1981 : Villard-de-Lans
- 1981-1982 : Lyon
- 1982-1983 : Briançon
- 1983-1984 : Briançon (2)
- 1984-1985 : Villard-de-Lans (2)
- 1985-1986 : Villard-de-Lans (3)
- 1986-1987 : Mont-Blanc
- 1987-1988 : Mont Blanc (2)
- 1988-1989 : Mont Blanc (3)
- 1989-1990 : Caen
- 1990-1991 : Amiens
- 1991-1992 : Viry
- 1992-1993 : Rouen
- 1993-1994 : Rouen (2)
- 1994-1995 : Rouen (3)
- 1995-1996 : Amiens (2)
- 1996-1997 : Amiens (3)
- 1997-1998 : Viry (2)
- 1998-1999 : Trophée non décerné
- 1999-2000 : Amiens (4)
- 2000-2001 : Rouen (4)
- 2001-2002 : Amiens (5)
- 2002-2003 : Dijon
- 2003-2004 : Villard-de-Lans (4)
- 2004-2005 : Villard-de-Lans (5)
- 2005-2006 : Chamonix
- 2006-2007 : Chamonix (2)
- 2007-2008 : Villard-de-Lans (6)
- 2008-2009 : Épinal
- 2009-2010 : Briançon (3)
- 2010-2011 : Briançon (4)
- 2011-2012 : Gap
- 2012-2013 : Gap (2)
- 2013-2014 : Dijon (2)
- 2014-2015 : Gap (3)
- 2015-2016 : Chamonix (3)
- 2016-2017 : Nice
- 2017-2018 : Amiens (6)
- 2018-2019 : Amiens (7)
- 2019-2020 : Amiens (8)
- 2020-2021 : Amiens (9)
- 2021-2022 : Angers
- 2022-2023 : Nice (2)
- 2023-2024 : Nice (3)
- 2024-2025 : Marseille